# Circo Flamínio
Circo Flamínio ou Campo Flamínio era uma grande área circular da Roma Antiga, situada na extremidade sul do Campo de Marte, perto do rio Tibre. No local havia uma pequena pista de corridas utilizada para jogos mais obscuros e vários outros edifícios e monumentos. O local foi "construído" — o termo melhor seria "delimitado" — por Caio Flamínio em 221 a.C.

## Topografia e estruturas
Em seus primeiros anos, o Circo Flamínio era um circuito fechado com aproximadamente 500 metros de comprimento ao longo do Campo Flamínio. No século II a.C., este amplo espaço passou a ser cada vez mais invadido por edifícios e monumentos. O circo não tinha uma arquibancada fixa e nem nenhuma estrutura permanente delimitando seu perímetro. No começo do século III, o único espaço livre era uma pequena praça no centro, com não mais do que 300 metros de comprimento, onde ainda eram realizados jogos públicos.
Havia muitas estruturas nas vizinhanças do circo ("in circo Flaminio"). O Templo da Piedade ficava na fronteira do Fórum Holitório para o sudeste. O Templo de Marte ficava no noroeste. Estima-se que por volta de 220 a.C. havia seis templos no local, incluindo o Templo de Apolo. Em 15, estátuas dedicadas ao recém-deificado Augusto foram inauguradas no local, dedicadas por Caio Norbano Flaco, assim como o Pórtico de Otávia. A entrada para esta praça estava marcada por três grande arcos de mármore dedicados a Germânico e inscritos com registros de suas vitórias militares. Para leste ficava o Teatro de Marcelo.

## Utilização
O Circo Flamínio jamais teve a pretensão de rivalizar com o muito maior Circo Máximo e, ao contrário deste, não era apenas uma arena de entretenimento. Ele quase certamente não tinha uma pista apropriada para corrida de bigas, por exemplo. Os únicos jogos realizados no local eram os Jogos Taurianos, que contavam com corridas de cavalos à volta de duas metas. Estes obscuros jogos eram realizados para aplacar os deuses do mundo subterrâneo (Di Inferi) e aparentemente estavam ligados intrinsecamente ao local, pois jamais foram realizados em outro circo. Estrabão, por outro lado, não menciona eventos equestres no Campo Flamínio ao passo que Valério Máximo, menos confiável, cita que os Jogos Plebeus teriam ocorrido lá.
No local havia um mercado e o espaço era utilizado para a realização de assembleias. Em 9 a.C., Augusto aproveitou o local para seu laudatio pela morte de Druso. Nas festividades de inauguração do Fórum de Augusto, em 2 a.C., o Circo Flamínio foi inundado e 36 crocodilos foram mortos por gladiadores. No século IV, o local foi finalmente abandonado.

## Localização
| Planimetria do Campo de Marte meridional |
| --- |
| Tibre Navália Circo Flamínio Teatro de Marcelo T. de DianaC T. da Piedade T. de Jano T. de Juno T. de Spes Templo de Belona Templo de Apolo Sosiano Templo de Júpiter Estator Templo de Juno Regina Pórtico de Otávia Portico de Filipo T. de Hércules Portico de Otávio Teatro de Balbo Cripta de Balbo Portico de Minúcio T. das Ninfas Diribitório T. de Juturna T. da Fortuna T. de Ferônia T. dos Lares Permarinos Cúria de Pompeu Portico de Pompeu Teatro de Pompeu Templo da Vênus Victrix Templo de Marte Santuário de Hércules Grande Vigia Templo de Castor e Pólux Ponte Fabrício Ilha Tiberina Pórtico dos Máximos T. de Netuno Pórtico dos Deuses Vila Pública Hecatostilo T. da Fortuna Equestre Anfiteatro de Estacílio Tauro (?) |